# Magno Felice
Flavio Magno Felice (latino: Flavius Magnus Felix; Narbona, ... – ...; fl. 469) è stato un politico romano, alto funzionario dell'Impero romano d'Occidente.
Appartenente a una nobile famiglia gallo-romana, Magno Felice nacque a Narbona, figlio di Magno, console nel 460, e fratello di Probo e Araneola; suo cugino di primo grado, Firmino, era il padre del poeta Magno Felice Ennodio.
Il poeta gallo-romano Gaio Sollio Sidonio Apollinare, con cui ebbe uno scambio epistolare, fu suo compagno di studi.
Intorno al 469 fu Prefetto del pretorio delle Gallie.